# İnönü, Ceyhan
İnönü là một xã thuộc huyện Ceyhan, tỉnh Adana, Thổ Nhĩ Kỳ.